# Denise Imoudu
Denise Imoudu, född 14 december 1995 i Schwedt i Tyskland, är en tidigare volleybollspelare (passare) som spelade med Tysklands landslag samt en rad tyska klubbar. Hon avslutade sin karriär 2022.
Imoudu började sin karriär på TSV Blau-Weiss Schwedt. Därifrån flyttade 2011 hon till det tyska volleybollförbunds lag VC Olympia Berlin. Med det tyska juniorlandslaget deltog hon vid U18-EM samma år i Ankara. Sommaren 2013 flyttade hon till tyska mästarna och cupvinnarna Schweriner SC. Under denna tid hade hon också sina första framträdanden i det tyska landslaget. 2015 flyttade Imoudu till ligakonkurrenten VT Aurubis Hamburg tillsammans med sin lagkamrat Jana-Franziska Poll. Efter att Imoudu under långa perioder varit en komplementspelare med lite speltid i Schweriner utvecklades hon till en toppspelare i Hamburg. Säsongen 2015/16 blev hon utsedd till mest värdefulla spelare två gånger och näst mest värdefulla spelare fem gånger. Efter att klubben ansökt om konkurs i slutet av säsongen, flyttade Imoudu till SC Potsdam. Säsongen 2016/17 nådde hon och Potsdam kvartsfinal, där de förlorade mot 1. VC Wiesbaden. Året efter nådde de åter kvartsfinal, denna gången förlorade de mot Dresdner SC. Efter de bägge säsongerna med Potsdam gick hon över till ligarivalerna Ladies in Black Aachen. Med landslaget spelade hon i Volleyball Nations League och vid VM i Japan 2018. Med Aachen tog hon sig till semifinal i DVV-Pokal 2018/2019 och slutspelet i Bundesliga. Hon spelade även i CEV Challenge Cup. Hon återvände efter en säsong med Aachen till SC Potsdam för en säsong. Hon gick därefter över till Schweriner SC 2020, med vilken hon vann DVV-Pokal 2021.